# 斯卡伯勒集市 (民歌)
斯卡伯勒集市（Scarborough Fair），又译作“史卡博羅集市”或“斯卡布羅集市”，是一首英国传统民歌。
该歌曲描述一位年轻男子指示听者去吩咐他以前的爱人为他完成一系列不可能的任务，例如为他制作一件没有线缝的衬衫，然后在一座干涸的井中将其洗涤等等，如果她完成这些任务，他将与她重归于好的故事。该歌曲往往是一首二重唱，之后女方也交给她的爱人一系列同样不可能的任务，并答应在他结束后将无缝的衬衫交给他。
由于标题为斯卡伯勒集市的民歌的版本间的不同通常受限于这些不可能的任务，许多对于故事情节的推测应运而生，包括其涉及中世纪末期的大瘟疫的假说。斯卡伯勒集市的歌词看上去与鲜为人知的苏格兰民歌精灵骑士（蔡尔德民歌集#2）有共同之处，其已被追溯至1670年甚至很可能更早。在这首民歌中，一位精灵扬言要将一位年轻女子劫持为他的情侣，除非她能完成一项不可能的任务（“For thou must shape a sark to me / Without any cut or heme, quoth he（你必须给我制作一件衬衣/没有任何裁剪或褶边，他说道）”）；她以一连串的要他必须先完成的任务（“I have an aiker of good ley-land / Which lyeth low by yon sea-strand（我有一亩好草地/低低地坐落在那海岸）”）作为回应。

## 版本
其旋律在英格兰中古时期非常典型。随着歌曲的传播，它被改编、修饰并重写，至18世纪末已存在许多版本，尽管现今只有几个版本被传唱。涉及英格兰传统集市，“斯卡伯勒集市”的内容和副歌“Parsley, sage, rosemary, and thyme（香芹、鼠尾草、迷迭香和百里香）”源自19世纪的版本，而副歌“Parsley, sage, rosemary, and thyme（香芹、鼠尾草、迷迭香和百里香）”可能借自民歌被睿智地解答的谜题（蔡尔德民歌集#1），其中有相似的故事情节。一些老版本涉及不同于斯卡伯勒集市的地点，包括惠廷厄姆集市、安角、“贝里克与莱恩之间”，等等。也有许多版本不提及地名，且通常冠以一般的标题（“The Lovers' Tasks（情侣的任务）”、“My Father Gave Me an Acre of Land（父亲给我一亩地）”，等等）。
1980年，香港歌手陳百強以粵語重唱此歌曲，並起名為《失業生》。翌年，台灣歌手費玉清以國語重唱此歌曲，起名為《畢業生》。

## 歌词
一个于1889年出版的版本是现代版本的典型：
| Are you going to Scarborough Fair? Parsley, sage, rosemary, and thyme; Remember me to the one who lives there, She was once the true love of mine. Tell her to make me a cambric shirt, Parsley, sage, rosemary, and thyme; Without any seam or needlework, Then she'll be the true love of mine. Tell her to wash it in yonder well, Parsley, sage, rosemary, and thyme; Where never spring water or rain ever fell, And she'll be the true love of mine. Tell her to dry it on yonder thorn, Parsley, sage, rosemary, and thyme; Which never bore blossom since Adam was born, Then she'll be the true love of mine. Now he has asked me questions three, Parsley, sage, rosemary, and thyme; I hope he'll answer as many for me, Before he'll be the true love of mine. Tell him to buy me an acre of land, Parsley, sage, rosemary, and thyme; Betwixt the salt water and the sea sand, Then he'll be the true love of mine. Tell him to plough it with a ram's horn, Parsley, sage, rosemary, and thyme; And sow it all over with one pepper corn, Then he'll be the true love of mine. Tell him to shear it with a sickle of leather, Parsley, sage, rosemary, and thyme; And bind it up with a peacock feather, Then he'll be the true love of mine. Tell him to thrash it on yonder wall, Parsley, sage, rosemary, and thyme; And never let one corn of it fall, Then he'll be the true love of mine. When he has done and finished his work, Parsley, sage, rosemary, and thyme; Oh, tell him to come and he'll have his shirt, Then he'll be the true love of mine. | 你要去斯卡伯勒集市吗？ 香芹、鼠尾草、迷迭香和百里香； 请代我问候住在那里的一个人， 因为她曾经是我的真爱。 叫她为我做一件麻纱衬衫， 香芹、鼠尾草、迷迭香和百里香； 不用裁剪和針線縫合， 然后她将成为我的真爱。 叫她把它在那座井里洗涤， 香芹、鼠尾草、迷迭香和百里香； 其从未有过泉水也没有雨水降入， 然后她将成为我的真爱。 叫她把它在那根荆棘上晾干， 香芹、鼠尾草、迷迭香和百里香； 其自亞當诞生以来从未开花， 然后她将成为我的真爱。 既然他已经问了我三个问题， 香芹、鼠尾草、迷迭香和百里香； 我希望他为我回答同样多的问题， 在他成为我的真爱之前。 叫他为我买一亩地， 香芹、鼠尾草、迷迭香和百里香； 在咸水与海沙之间， 然后他将成为我的真爱。 叫他用公羊角犁这块地， 香芹、鼠尾草、迷迭香和百里香； 然后用一粒胡椒籽将其撒遍， 然后他将成为我的真爱。 叫他用皮镰刀将其收割， 香芹、鼠尾草、迷迭香和百里香； 然后用一根孔雀羽毛将其束起， 然后他将成为我的真爱。 叫他在那堵墙上将其脱粒， 香芹、鼠尾草、迷迭香和百里香； 决不能让任何一粒掉在地上， 然后他将成为我的真爱。 当他做完他的工作时， 香芹、鼠尾草、迷迭香和百里香； 哦，告诉他过来取他的衬衫， 然后他将成为我的真爱。 |

## 副歌的含义
为解释“Parsley, sage, rosemary, and thyme（香芹、鼠尾草、迷迭香和百里香）”的含义已投入了大量的思考，尽管这句副歌仅仅在较近期的版本中找到踪影，而这也没什么好解释的。一种大众的推测认为它们是许多种家常菜使用的填充香料。

### 象征意义
类似许多草本植物，香芹、鼠尾草、迷迭香和百里香具有非常古老的象征意义：它（香芹、鼠尾草、迷迭香和百里香）也是一种古时女巫迷情药水的主配料。
- 香芹，象征「爱情」与「回忆」；有「停止心痛」的含意。
- 鼠尾草，象征「力量」；有「給予力量面對現實」的含意。
- 迷迭香，象征「忠诚」，因此它通常用于传统婚礼的习俗；有「請你不要忘了我」的含意。
- 百里香，象征「勇气」，因此它也在纹章学中占有一席之地；有「得到勇氣繼續邁向未來」的含意。

这首民歌中的男人和女人都借助了说出这些草本植物名字的语言力量：缓和他们之间关系的痛苦的平和心、忍耐相互分离的精神力、忠诚，最后是鼓励，以实现给予的不可能的任务。
另一种解释是说这四种草本植物传统上与死亡紧密联系，同时用作抵挡邪眼的护身符。
类似大多数关于给情侣和追求者设置不可能的任务的故事，在这首歌里设置的任务很可能是谜语，而谜语被解开后这些任务可以被轻松完成。
“Plough it with a rams horn, and sow it all over with one peppercorn（用公羊角犁地，然后用一粒胡椒籽将其撒遍）”可以被看作一种性暗示。
当时的瘟疫医生也被认为使用这些草本植物遮蔽死亡和腐烂的气味。据推测这些草本植物被放进他们服装的喙部。

### 通经剂、避孕药和堕胎药
香芹、鼠尾草、迷迭香和百里香皆为唇形科植物，为记录在案的通经剂、避孕药和堕胎药草药疗法。避孕药优先于堕胎药，因为利用堕胎作为生育控制的方法更具风险，且堕胎需要协助与/或指导（迈凯伦，1990）。香芹被用作一种助消化剂，它可以去除某些食物中的苦味。某些中世纪的内科医生以精神用途使用这种草本植物。

### 其他副歌
精灵骑士最早的版本（约1650年）包括了副歌“My plaid away, my plaid away, the wind shall not blow my plaid away（我的披肩不在了，我的披肩不在了，风不要把我的披肩吹走）”（或它的变体），可能反映出最初对该女子纯洁品质的强调。稍晚一些的版本通常包括一组相关副歌的其中之一：
- Sober and grave grows merry in time（终于甜樱桃朴素而庄重地生长）
- Every rose grows merry with time（随着时间推移每一朵蔷薇快活地生长）
- There's never a rose grows fairer with time（从未有一朵玫瑰随着时间推移长得更美丽）

这些通常与“Once (s)he was a true love of mine（他/她曾经是我的真爱）”或某些变体配在一起。“Parsley, sage, rosemary, and thyme（香芹、鼠尾草、迷迭香和百里香）”可能仅仅是原副歌的押韵替代物。

### 民歌中的草本植物
民歌学者玛莎·拉姆斯登声明说民歌副歌包含草本植物（香料与草药）的情况在许多语言中皆有发生，包括瑞典语、丹麦语、德语和英语（也包括于意大利伦巴第的“地方语言”：“ravanei, remulass, barbabietul e spinass”即“小萝卜、山葵、甜菜和菠菜”）。

### 有关瘟疫
有些人认为歌词与黑瘟疫有关，其中香芹、鼠尾草、迷迭香和百里香是四种用于抵挡尸体和垂死者的气味的草本植物。中世纪普遍相信瘟疫的气味（瘴气）对感染负有责任，而草本植物可用于净化空气。鼠尾草、迷迭香和百里香也是四贼醋常用的配料，说是保护了一群小偷免受瘟疫之害。

## 商业版本
该民歌最早的录音是由在巴黎左岸运营咖啡厅与夜总会L'Abbaye的美国人戈登·希思与李·佩恩特录制。他们于1955年录制此歌，收录于Elektra的专辑《Encores from the Abbaye（来自Abbaye的返场曲）》。他们的版本使用了弗兰克·基德森于1891年出版的《传统曲调集》，其中叙述它“于二十或三十年前传唱于惠特比的街道”——即于约1860年代。
该歌曲也包含于A·L·劳埃德1955年的专辑《The English and Scottish Popular Ballads（英格兰与苏格兰通俗民歌）》，使用的是基德森的旋律，但后来由西蒙与加芬克尔发展到“Scarborough Fair/Canticle（斯卡伯勒集市/颂歌）”中的版本则最初录制于1956年的专辑《English Folk Songs（英格兰民歌）》，由奥黛丽·科珀德演唱。它被伊万·麦科尔和佩吉·西格纳入The Singing Island（歌唱的岛屿），而后于1959年被雪莉·科林斯纳入专辑《False True Lovers（不真的真爱）》。可能科珀德和科林斯皆从麦科尔处得知此曲，麦科尔声称其“部分地”采自一位苏格兰矿工。不过，依据阿伦·罗马克斯的说法，麦科尔曲调的来源很可能是塞西尔·夏普的《一百首英格兰民歌》，其于1916年出版。
國王歌手至少两次录制了斯卡伯勒集市。一个版本出现于他们1971年的密紋唱片（1994年重新发行）Original Debut Recording（原创首张录音）。另一个版本出现于他们1993年的CD Annie Laurie: Folksongs of the British Isles（安妮·劳里：不列颠群岛的民歌）。
劳拉·赖特录制了一个版本，收录于她的专辑《The Last Rose》（最后一朵蔷薇，2011）。
西沃恩·欧文录制了一个版本，收录于她的专辑《Storybook Journey》（故事书之旅，2012）。
石玫瑰也将这首民歌用作他们的歌曲“Elizabeth My Dear（我亲爱的伊丽莎白）”的基础。
斯卡伯勒集市是神槍少女第2季第8集“克拉耶丝的一天”贯穿始终的主题。在该集中，克拉耶丝手持并阅读精灵骑士。结尾主题歌伴随由西蒙与加芬克尔推广的旋律与歌词，由多田葵演唱。

### 西蒙与加芬克尔
保罗·西蒙于1965年在伦敦从马丁·卡锡处得知该歌曲，后者偶然从伊万·麦科尔和佩吉·西格的歌本中学会了它的曲调。阿特·加芬克尔此后将其与“Canticle（颂歌）”形成对位，后者为西蒙1963年歌曲“The Side of a Hill（小山的侧面）”以全新反戰歌词重写的一个版本。其为1966年专辑《Parsley, Sage, Rosemary and Thyme》（香芹、鼠尾草、迷迭香和百里香）的主打歌曲，且在1968年被收录于毕业生的原声带后作为单曲发行。其著作權仅将西蒙和加芬克尔列为作者，导致卡锡方面的敌意，他认为自己作为“传统”部分的来源也应被列入制作人员名单。这个分歧一直持续到西蒙于2000年邀请卡锡与他在伦敦演唱会上以二重唱表演这首歌曲。西蒙在他客演大青蛙布偶秀时与大青蛙布偶演唱了这首歌曲。
在西蒙得知这首歌之前，鲍勃·迪伦借用了旋律和卡锡改编版本中的数行以创作他的歌曲“Girl from the North Country（来自英格兰北部的姑娘）”，出现在《The Freewheelin' Bob Dylan》（随心所欲的鲍勃·迪伦，1963）、《Nashville Skyline》（纳什维尔的地平线，1969，与約翰尼·卡什一起）、《Real Live》（现实生活，1984）和《The 30th Anniversary Concert Celebration》（30周年纪念庆祝音乐会，1993）。
苦力乐队的第一张专辑，《dig..?》，由DB唱片于1986年发行，包括九首开玩笑地翻唱的西蒙与加芬克尔经典作品，其中就有这首歌曲。印为“The Sounds of Silence（寂静之声）”的“斯卡伯勒集市”以7吋单曲发行。

#### 排行榜
| 排行榜（1968）         | 巅峰排行 |
| ---------------------- | -------- |
| 澳大利亚肯特音乐报道   | 49       |
| 爱尔兰单曲排行榜       | 5        |
| 英国单曲排行榜         | 9        |
| 美国Billboard热门100首 | 11       |

### 《神枪少女 -IL TEATRINO-》
此曲还曾于2008年1月播放的动画《神槍少女 -IL TEATRINO-》（日語ガンスリンガー・ガール　イル・テアトリーノ）中，被作为片尾曲（第8话）出现。
由多田葵演唱，编曲为冬野龍彥

### 《末日時在做什麼？有沒有空？可以來拯救嗎？》
此曲也於2017年4月播放的動畫《末日時在做什麼？有沒有空？可以來拯救嗎？》（日语：終末なにしてますか？忙しいですか？救ってもらっていいですか？略稱：終末な或すかすか）中，被作為印象曲（第1、12話）出現。
由山田珠露演唱，編曲則為加藤達也。